# Flabellinidae
Die Flabellinidae sind eine Familie der Fadenschnecken in der Unterordnung der Nacktkiemer. Es handelt sich um meist kleine bis mittelgroße, ausschließlich marine gehäuselose Schneckenarten, die vor allem Hydrozoen und Seeanemonen fressen.

## Merkmale
Die Flabellinidae haben zwei lange bewegliche Mundfühler. Die oberhalb am Kopf sitzenden, meist kürzeren Rhinophoren können glatt, lamelliert oder mit Papillen besetzt sein. Ein Notumrand, der Rücken und Flanken trennt, kann vorhanden sein. Der Rücken ist mit regelmäßigen oder unregelmäßigen Reihen von Cerata überzogen, in die wie bei anderen Fadenschnecken Ausläufer der Mitteldarmdrüse führen, wobei die Abschnitte derselben den Reihen der Cerata entsprechen. Die Ausläufer enden in s.g. Nesselsäcken, auch Cnidosäcke genannt, in denen die Nesselkapseln der gefressenen Nesseltiere gespeichert werden und der Verteidigung der Schnecken gegen Fressfeinde dienen.
Die Seitenzähne der dreireihigen Radula sind meist gezähnelt, selten glatt. Die Kiefer sind ebenfalls mit Zähnchen besetzt. Der After mündet an der rechten Körperseite neben den Reihen der Cerata, selten am Rücken in der Lücke zwischen den Ceratareihen, die vom rechten bzw. linken Lappen der Mitteldarmdrüse versorgt werden.
Wie andere Fadenschnecken sind die Flabellinidae Zwitter. Sie haben einen unbewehrten Penis, eine gewundene röhrenförmige Samenblase, eine Bursa copulatrix, welche die Spermien des Geschlechtspartners aufnimmt, und eine Befruchtungskammer. Die Schnecken begatten sich gegenseitig und legen ihre Eier in langen Eischnüren ab, in deren durchsichtiger Hülle man die zahlreichen Eier sieht. Aus diesen schlüpfen zahlreiche Veliger-Larven, die sich von Plankton ernähren und nach einer längeren pelagischen Phase zu kleinen Fadenschnecken metamorphosieren.
Die Flabellinidae fressen Nesseltiere, vor allem Polypen von Hydrozoen, aber auch Seeanemonen. Bevorzugte Beutetiere vieler Arten sind Hydrozoen der Gattung Eudendrium.

## Einige Arten
Die Flabellinidae werden meist nicht länger als vier Zentimeter. Zu den größten Arten gehört mit bis zu 7 cm der Spanische Schal (Flabellina iodinea) der nordamerikanischen Pazifikküste. In der Nordsee ist die Familie durch die Rotviolette Fadenschnecke (Flabellina pedata, früher Coryphella pedata), die Milchige Fadenschnecke (Flabellina pellucida), die Rotrückige Fadenschnecke (Flabellina verrucosa), die Lachs-Fadenschnecke (Flabellina salmonacea) und Flabellina browni vertreten.

## Systematik
Nach Bouchet und Rocroi (2005) ist die Familie Flabellinidae eine von zwei Familien in der Überfamilie Flabellinoidea. Zur Familie gehören sieben Gattungen:
- Babakina Roller, 1973
- Calmella Eliot, 1910
- Cumanotus Odhner, 1906
- Flabellina Gray, 1833 – Typusgattung
- Flabellinopsis MacFarland, 1966
- Paracoryphella Miller, 1971
- Tularia Burn, 1966 – einzige Art: Tularia bractea (Burn, 1962)

Die Gattungsnamen Coryphella Gray, 1850 (die eine Gruppe sehr kleiner Fadenschnecken bezeichnete), Coryphellina O’Donoghue, 1929, Himatella Bergh, 1890 und Himatina Thiele, 1931, sind Synonyme des älteren Gattungsnamens Flabellina Gray, 1833. Babaina Roller, 1972 (ein Homonym) und Rioselleolis Ortea, 1979 sind Synonyme von Babakina Roller, 1973.